# Ulugh Beigh
Pour les articles homonymes, voir Ulugh Beg (homonymie).
Ulugh Beigh est un cratère d'impact lunaire situé au nord-ouest de la face visible de la Lune à l'ouest de l'Oceanus Procellarum. Il se situe au sud-ouest du cratère Lavoisier et à l'est du cratère Aston. Il s'agit d'un cratère usé par les impacts avec plusieurs petits cratères. Le cratère satellite "Ulugh Beigh D" est situé sur le pourtour sud du cratère principal qui fut autrefois inondé par la lave. Son albédo est aussi sombre que celui de l'Oceanus Procellarum voisin.
En 1961, l'Union astronomique internationale lui a attribué le nom de "Ulugh Beigh" en l'honneur de l'astronome et mathématicien perse Ulugh Beg.
Par convention, les cratères satellites sont identifiés sur les cartes lunaires en plaçant la lettre sur le côté du point central du cratère qui est le plus proche de Ulugh Beigh.
| Ulugh Beigh | Latitude | Longitude | Diamètre |
| ----------- | -------- | --------- | -------- |
| A           | 34.1° N  | 79.3° W   | 41 km    |
| B           | 32.8° N  | 79.3° W   | 8 km     |
| C           | 31.4° N  | 79.1° W   | 31 km    |
| D           | 31.6° N  | 82.4° W   | 21 km    |
| M           | 35.7° N  | 83.4° W   | 7 km     |